# Всемирный водный совет
Всемирный водный совет (англ. The World Water Council) — многосторонняя международная платформа, объединяющая специалистов и международные правительственные и неправительственные организации, созданная для решения глобальных водных проблем.
Созданный в 1996 году Всемирный Водный Совет объединяет более 300 организаций в 50 странах мира. Штаб-квартира организации расположена в Марселе.

## Всемирный водный форум
Всемирный водный форум проводится один раз в три года. Даты проведения Форума, как правило, совпадают с Всемирным днём воды — 22 марта.
Хронология Форумов
- Первый Всемирный водный форум прошел в Марракеше (Марокко) в 1997 г.
- Второй Всемирный водный форум в Гааге (Нидерланды) в марте 2000 года. В Форуме приняли участие 5700 представителей из 130 стран, в том числе 114 министров и 500 журналистов.
- Третий Всемирный водный форум прошел в трех городах Японии: Киото, Осака и Шига с 16 по 23 марта 2003 года.
- Четвёртый Всемирный водный форум прошел в Мехико с 14 по 22 марта 2006 года. Форум объединил более 20 000 участников, в том числе 120 министров, занимающихся водными ресурсами. Основная тема Форума — «Усилия на местах для решения глобальных проблем» позволила обсудить многочисленные вопросы, связанные с правовыми аспектами, такими как определение воды как «всеобщего достояния», финансовые вопросы и заболевания, связанные с водой.
- Пятый Всемирный водный форум прошел в Стамбуле (Турция) с 16 по 22 марта 2009 года. Красный Крест призвал правительства стран-участниц Форума взять на себя обязательства по защите систем водообеспечения и переработки воды в случае войны и поддерживать их в функциональном состоянии в зонах военных конфликтов для предотвращения их полного разрушения.
- Шестой Всемирный водный форум проходил в Марселе (Франция) с 12 по 17 марта 2012 года. Основной темой был поиск решений «для воды» на разных уровнях.
- Седьмой Всемирный водный форум проходил в Тэгу (Республика Корея) в 2015 году.
- Восьмой Всемирный водный форум пройдёт[источник не указан 916 дней] в Бразилиа (Бразилия) с 18 по 23 марта 2018 года. Основная тема — совместное использование воды[1].

## Управление
Президентом Всемирного водного совета является профессор Бенедито Брага.
Организация готова внести свой вклад в поддержку ООН в её инициативе признать доступ к воде фундаментальным правом и закрепить его в законе, содержащем следующие основные принципы:
- Доступ к воде является фундаментальным правом человека и государства должны обеспечить соблюдение этого права для всех.
- Основная ответственность за управление водными ресурсами лежит на государстве, причем механизмы управления и финансирования должны учитывать всеобщее право на пользование водными ресурсами и обеспечивать их сохранность.
- При управлении водными ресурсами государственные власти должны учитывать права местных органов власти на управление своими ресурсами, и оказывать им финансовую поддержку.
- Государственные структуры могут производить передачу водных ресурсов в управление компаний, при этом стоимость использования воды должна быть дифференцирована (богатые платят больше).
- Вопросы управления водными ресурсами не должны ограничиваться только проблемой их доступности; необходимо принимать во внимание поддержание равновесия всех экосистем; если государство в результате систематического бесхозяйственного использования водных ресурсов нуждается в дополнительном доступе к воде, он может быть оправдан только в исключительном случае, максимально осмотрительно.